# Заочная физико-техническая школа при МФТИ
Заочная физико-техническая школа при Московском физико-техническом институте (ЗФТШ при МФТИ) создана в сентябре 1966 года с целью создания дополнительной образовательной среды для старшеклассников, интересующихся физикой и математикой. Она призвана способствовать развитию интеллектуального потенциала школьников и формировать у них потребность к продолжению образования и самообразованию, а также помочь в профессиональном самоопределении. ЗФТШ имеет статус федерального учреждения дополнительного образования Министерства образования Российской Федерации.
В ЗФТШ при МФТИ функционируют три отделения: заочное (индивидуальное обучение), очное (занятия в вечерних консультационных пунктах в Москве и Московской области), очно-заочное (занятия в факультативных группах в общеобразовательных учреждениях на местах в регионах РФ под руководством учителей физики и математики). На всех отделениях ЗФТШ по единым дополнительным образовательным программам обучаются ученики 8, 9, 10 и 11 классов. Обучение в школе бесплатное. Система обучения в ЗФТШ строится так, чтобы у учащихся была возможность начать занятия с любого из этих классов и на любом выбранном отделении.
Приём в школу производится на конкурсной основе по результатам выполнения вступительных заданий по физике и математике, которые ежегодно публикуются в журналах «Квант», «Юный техник», «Внешкольник» и издаются в виде отдельных объявлений-афиш, которые рассылаются в адреса органов управления образованием субъектов Российской Федерации и в различные общеобразовательные учреждения (школы, лицеи, гимназии и т. п.) страны.
В течение учебного года в соответствии с учебным планом и программами ЗФТШ при МФТИ издаётся 47 заданий по физике и математике (6 заданий по каждому предмету для учащихся 8-х классов, 6-7 заданий по каждому предмету для учащихся 9-11-х классов). Каждое задание содержит теоретический материал, разбор характерных примеров и задач по соответствующей теме, необходимые методические рекомендации, а также до 23 контрольных вопросов и задач для самостоятельного решения. Задания и методические разработки ЗФТШ составляют преподаватели кафедр общей физики и высшей математики МФТИ. С учащимися заочного и очного отделений работают студенты, аспиранты и выпускники МФТИ (до 600 чел. ежегодно), многие из которых сами в своё время окончили ЗФТШ при МФТИ.
Ежегодно на всех отделениях школы обучается в среднем 20 000 учащихся. Работу в факультативных группах при общеобразовательных учреждениях в регионах РФ ведут свыше 1000 учителей физики и математики.

## Статистика ЗФТШ
По всем видам обучения с 1967 по 2023 гг.:
- окончили ЗФТШ — 113 757[1] чел.
- поступили в МФТИ — 18229 чел. (16 % от окончивших ЗФТШ)
- педпрактику в ЗФТШ прошли свыше 26115 студентов и аспирантов МФТИ.

## Руководители ЗФТШ
Директор — Муравьев Александр Анатольевич

## Учебные пособия ЗФТШ для школьников и учителей
- Г. В. Коренев, Ю. И. Колесов, Т. С. Пиголкина — «Механика» под редакцией проф. Г. В. Коренева. Москва, Просвещение, 1972 г.
- А. П. Кирьянов, С. М. Коршунов — «Термодинамика и молекулярная физика» под редакцией проф. А. Д. Гладуна. Москва, Просвещение, 1977 г.
- А. Д. Кутасов, Т. С. Пиголкина, В. И. Чехлов, Т. Х. Яковлева — «Пособие по математике для поступающих в вузы» под редакцией проф. Г. Н. Яковлева. Москва, «Наука», Главная редакция физико-математической литературы, 1981, 1985, 1988 гг.
- Е. П. Кузнецов — «Оптика на вступительных экзаменах» (сборник задач со справочным материалом и решениями). Протвино, РЦФТИ, 1997 г.
- Г.Я. Мякишев "Физика Электродинамика 10-11 классы" профильный(базовый) уровень